# Ozierajcie
Ozierajcie (lit. Ežeraičiai) − wieś na Litwie, w rejonie wileńskim, 7 km na północny zachód od Awiżenii, zamieszkana przez 6 ludzi.
W II Rzeczypospolitej wieś Ozierajcie należała do powiatu wileńsko-trockiego w województwie wileńskim.